# The Crew : en quête de la neuvième planète
The Crew : en quête de la neuvième planète, est un jeu de société allemand pour 2 à 5 joueurs conçu par Thomas Sing et illustré par Marco Armbruster. Il est édité pour la première fois en Allemagne en 2019 par l'éditeur KOSMOS avant d'être édité en France en 2020 par la société  Iello. Dans le jeu, les joueurs incarnent les membres d’un équipage spatial en voyage vers une mystérieuse planète. Ils devront accomplir 50 missions de plus en plus périlleuses dans un périple épique avant de pouvoir atteindre cette mystérieuse planète, la neuvième planète.
The Crew a remporté le Spiel des Jahres 2020 dans la catégorie Connaisseurs, le Deutscher Spiele Preis 2020 et a été nommé pour 9 autres prix en 2020,.

## Principe général
Le jeu appartient à la famille des jeux de plis, mais en mode coopératif. L'objectif pour le groupe, ou encore la mission qui lui est affectée, est de réaliser certaines tâches avant épuisement des cartes en main. Une tâche consiste, en général, pour un joueur à remporter une levée contenant une carte tirée au hasard avant la mission (par exemple la carte verte de valeur 4). Durant la mission les joueurs ne peuvent pas communiquer librement des informations aux autres joueurs.

## Matériel
La boîte du jeu de société comprend :
- 40 cartes Espace
  - 36 cartes de couleur de 4 couleurs différentes avec des valeurs allant de 1 à 9).
  - 4 cartes Fusée avec des valeurs allant de 1 à 4
- 5 cartes Rappel
- 36 cartes Tâche
- 16 jetons
  - 10 jetons Tâche
  - 5 jetons Radio
  - 1 jeton Signal de Détresse
- 1 pion Commandant
- 1 livret de règles / journal de bord

## Règles du jeu

### But du jeu
L'objectif est d'accomplir les 50 missions différentes du jeu en équipe.

### Mise en place
La mise en place du jeu se fait en deux actions :
1. Alignez les jetons Tâche
2. Placez les cartes Tâche sous les jetons, de gauche à droite, en commençant par le premier jeton.

### En route vers l'ISS
La première extension de The Crew nommé En route vers l'ISS est sortie le 7 septembre 2020 en France sous la forme d'un livret de règles disponible uniquement dans le 128e numéro du magazine de jeu de société Plato. En allemand et en anglais, l'extension est sortie dans le magazine Spielbox de février 2020.
L'extension ajoute 3 nouvelles missions au jeu de base.

### The Deimos Adventure
La deuxième extension de The Crew est nommé The Deimos Adventure et n'est disponible qu'en anglais et en print and play sur le site internet de l'éditeur de jeux de société allemand KOSMOS. Le jeu a été publié sur une durée de 5 semaines, avec chaque semaine la sortie de 3 nouvelles missions,.
L'extension ajoute 15 nouvelles missions au jeu de base.

## Versions
Liste des éditions de The Crew au 18 septembre 2020 :
| Année | Pays                                                                   | Version | Éditeur                      | Langues                     |
| ----- | ---------------------------------------------------------------------- | ------- | ---------------------------- | --------------------------- |
| 2019  | Drapeau de l'Allemagne                                                 | 1       | Kosmos                       | Allemand                    |
| 2020  | Drapeau de l'Espagne                                                   | 1       | Devir                        | Espagnol                    |
| 2020  | Drapeau de la Russie                                                   | 1       | Zvezda                       | Russe                       |
| 2020  | Drapeau de la Pologne                                                  | 1       | Galakta                      | Polonais                    |
| 2020  | Drapeau de la Corée du Sud                                             | 1       | Korea Boardgames             | Coréen                      |
| 2020  | Drapeau du Japon                                                       | 1       | GP Games                     | Japonais                    |
| 2020  | Drapeau de l'Italie                                                    | 1       | Kosmos, Giochi Uniti         | Italien                     |
| 2020  | Drapeau de la Grèce                                                    | 1       | Kosmos, Kaissa Chess & Games | Grec                        |
| 2020  | Drapeau de l'Allemagne                                                 | 2       | Kosmos                       | Allemand                    |
| 2020  | Drapeau de la France                                                   | 1       | Iello                        | Français                    |
| 2020  | Drapeau des Pays-Bas                                                   | 1       | 999 Games                    | Néerlandais                 |
| 2020  | Drapeau de la Tchécoslovaquie                                          | 1       | MINDOK                       | Tchèque                     |
| 2020  | Drapeau de l'Estonie · Drapeau de la Lettonie · Drapeau de la Lituanie | 1       | Brain Games                  | Estonien, Letton, lituanien |

## Récompenses
Liste des récompenses décernées à The Crew au 18 septembre 2020 :
| Année | Pays                   | Concours               | Catégorie                        | Mention    |
| ----- | ---------------------- | ---------------------- | -------------------------------- | ---------- |
| 2019  | Drapeau des États-Unis | Golden Geek Awards     | Meilleur jeu de cartes           | Nommé      |
| 2019  | Drapeau des États-Unis | Golden Geek Awards     | Meilleur jeu en famille          | Nommé      |
| 2019  | Drapeau des États-Unis | Golden Geek Awards     | Meilleur jeu coopératif          | Vainqueur  |
| 2019  | Drapeau des États-Unis | Golden Geek Awards     | Jeu le plus innovant             | Nommé      |
| 2019  | Drapeau des États-Unis | Golden Geek Awards     | Jeu de l'année                   | Nommé      |
| 2019  | Drapeau de l'Allemagne | Meeples' Choice        | Meeples' Choice Award            | Vainqueur  |
| 2020  | Drapeau de l'Allemagne | Deutscher Spiele Preis | Meilleur jeu en Famille / Adulte | Vainqueur  |
| 2020  | Drapeau de l'Italie    | Goblin Magnifico       | -                                | Nommé      |
| 2020  | Drapeau du Danemark    | Guldbrikken            | Jeu de l'année (Adulte)          | Nommé      |
| 2020  | Drapeau de l'Allemagne | Spiel des Jahres       | Jeu pour les connaisseurs        | Vainqueur  |
| 2020  | Drapeau de l'Autriche  | Spiel der Spiele       | Avec des amis                    | Recommandé |
| 2021  | Drapeau de la France   | As d'or                | Jeu de l'année Expert            | Vainqueur  |